# Lorenzo Mari
Lorenzo Mari (Montevarchi, 11 giugno 1766 – Firenze, 14 gennaio 1824) è stato un militare italiano.

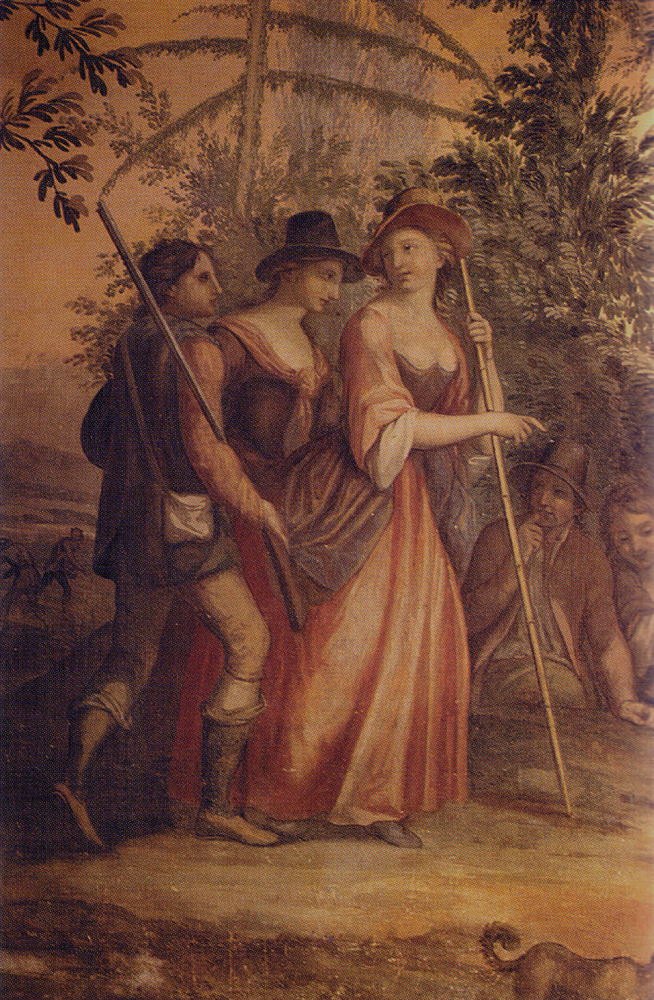
Contadini reclutati dai Mari in un affresco di una villa senese

Lorenzo Mari. Pietro Lorenzo Maria Baldassarre, fu l'ultimo dei quattro figli del fiorentino Filippo Mari e di Francesca Nesterini di Montevarchi.
Alla scomparsa del padre, avvenuta il 27 settembre 1767, lui, le sorelle Vittoria e Maria Teresa, e il fratello Pietro rimasero soli con la madre che però, nel 1769, si risposò con Giuseppe Carnesecchi, capitano dell'esercito granducale di stanza a Livorno. Ma il loro nuovo patrigno morì poco dopo nel 1772 e nel 1774 lo seguì anche Francesca Nesterini cosicché i piccoli Mari dovettero essere affidati alla tutela dello zio canonico Silvio Francesco che li crebbe ed educò fino al 1781 quando, morendo, li lasciò eredi della fortuna montevarchina della famiglia.
Già capitano dei dragoni, il 10 giugno 1786 nella chiesa di Santa Maria in Campo, Lorenzo sposò Alessandra Cini e insieme andarono ad abitare sulla via maestra di Montevarchi nell'elegante Palazzo Mari da dove, dopo che il Mari venne congedato d'ufficio a seguito dell'invasione napoleonica della Toscana, l'11 giugno del 1799 i due coniugi presero ad arruolare volontari per partecipare ai moti controrivoluzionari del Viva Maria già scoppiati in Arezzo. Dopo essere stati raggiunti da Lord William Frederic Wyndham, plenipotenziario inglese per la rivolta aretina, Lorenzo e Alessandra, alla testa della compagine valdarnese degli insorti, raggiunsero il Casentino, dove avevano una casa, e anche lì arruolarono altri contadini per poi dirigersi verso Arezzo e unirsi al corpo d'armata principale che si preparava a marciare su Siena e poi su Firenze.
I coniugi Mari e i loro uomini non presero però parte alla "liberazione" di Siena del 28 giugno in cui vennero commessi saccheggi, omicidi e numerosi altri crimini soprattutto contro la comunità ebraica. Preferirono piuttosto aspettare ad Arezzo e ricevere poi il comando dell'intera armata aretina che, agli inizi di luglio, avrebbe dovuto riconquistare Firenze. E così fu.

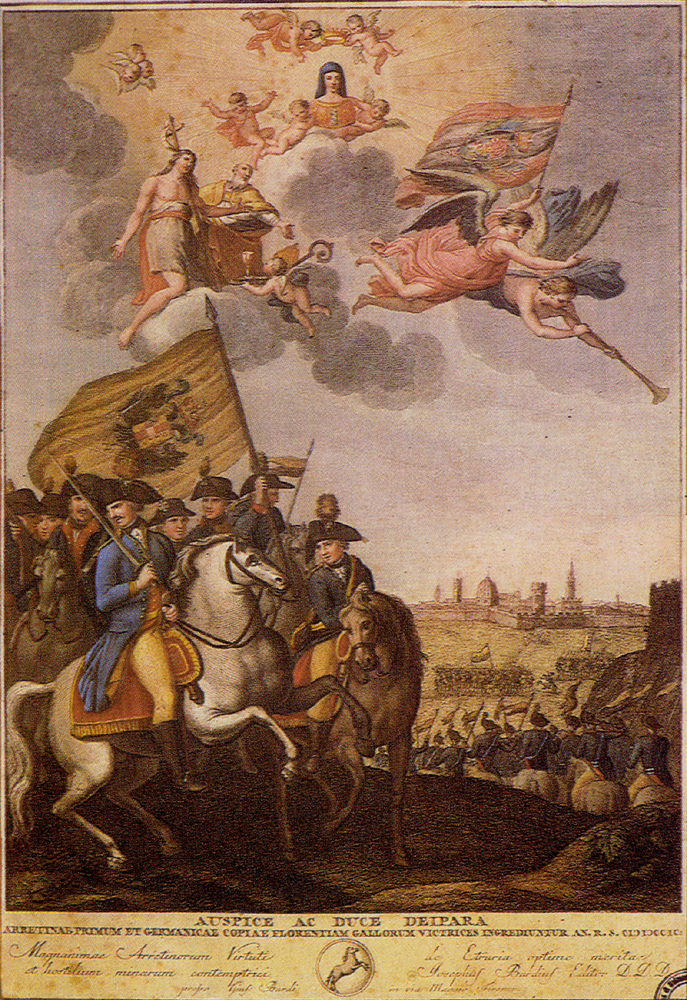
Le truppe del Viva Maria entrano a Firenze

La tradizione orale fiorentina, raccolta un secolo dopo da Giuseppe Conti, sull'avanzata verso Firenze e sull'ingresso in città dei Mari e delle loro truppe tramandava che «il capitano Lorenzo Mari, già uffiziale dei dragoni di Ferdinando III, e capo dell'armata aretina, considerato dai Fiorentini  un altro Napoleone, da San Donato in collina, dov'era coi suoi prodi accampato, fece sapere all'improvvisato governo di Firenze che egli avrebbe dato una risposta decisa soltanto quando egli fosse sicuro che le fortezze sarebbero state cedute alle sue forze, e le armi della guardia urbana, stata costituita lì per lì alla meglio, venissero depositate fuori della porta a San Niccolò.
Nel giorno stesso, quel patriottico e dignitoso governo, composto dei senatori Cesare Gori, Andrea Ginori e Federigo de'Ricci, stipulò con l'armata degli insorti aretini, vera banda di malfattori guidata da ufficiali austriaci e russi, una vergognosa convenzione, per la quale si dichiarava che il Senato fiorentino desiderava vivamente di avere in Firenze l'armata aretina; di cedere ad essa le fortezze, le porte, le caserme, le munizioni, i cannoni, le armi ed altri oggetti militari; che a quei banditi fossero resi gli onori militari ben dovuti ad un'armata regolare che si espone per portarsi al soccorso di Firenze!; di trovar giusto e conveniente che l'armata aretina non conoscesse altro capo che il suo comandante, finché non ne giungesse uno insieme allarmata tedesca, maggiore di grado al comandante aretino.
[...] Poi che fu ammansita la tracotanza del fiero guerriero Lorenzo Mari, il patriottico e sapientissimo governo toscano, non sdegnò di trattare il 7 luglio anche col prete Donato Landi, qualificato commissario di guerra della armata aretina, per preparare gli alloggi e le vettovaglie necessarie a tale valorosa armata, costituita da una ciurmaglia di 5000 ribelli, per la maggior parte appunto aretini. Essi infatti entrarono in Firenze nel pomeriggio del giorno stesso dalla porta a San Níccolò in numero di 2500 fra fanti e cavalli guidati dalla celebre Sandrina Mari, che a cavallo come un uomo, vestita metà da donna e metà da soldato, entusiasmava quel prode esercito. Il vero nome di lei era Cassandra Cini, figlia d'un macellaro di Montevarchi; ma ad Arezzo la chiamavano Sandrina. Fu poi sposata al capitano Lorenzo Mari, il quale, dopo essere stato licenziato con gli altri ufficiali toscani dai francesi, si era messo alla testa dei rivoltosi aretini, illudendosi d'essere un condottiero d'eroi.
[...] Il marito di quella specie di Giovanna d'Arco in caricatura, era in uniforme di capitano con l'elmo da dragone, avea una tunica piena d'alamari, ricami e galloni; le spalline dorate, ed il petto fregiato di medaglie d'ogni specie, croci e tosoni, come i giuocatori di prestigio o i ciarlatani d'un tempo. Pareva un di coloro che con gli specchietti vanno a caccia dell'allodole.»

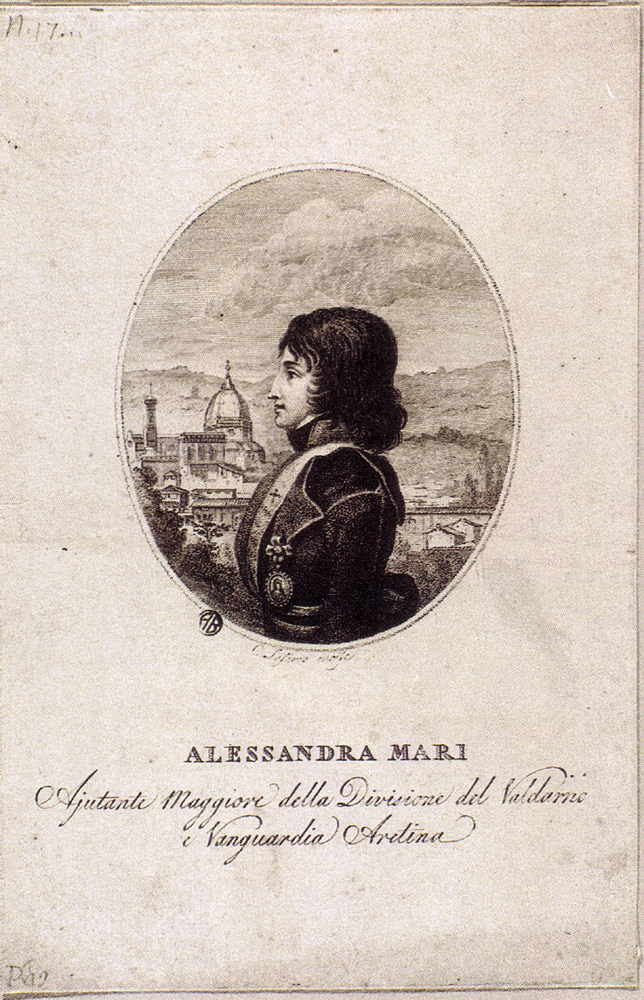
Alessandra Mari

Quando il 17 luglio le bande aretine furono fatte evacuare dalla città e indirizzate verso la costa, i Mari, che avevano alloggiato alla locanda dell'Aquila Nera a Porta Rossa, abbandonarono l'impresa e fecero ritorno a Montevarchi dove Lorenzo Mari, dagli inizi dell'800, fu appuntato comandante della piazza militare cittadina.

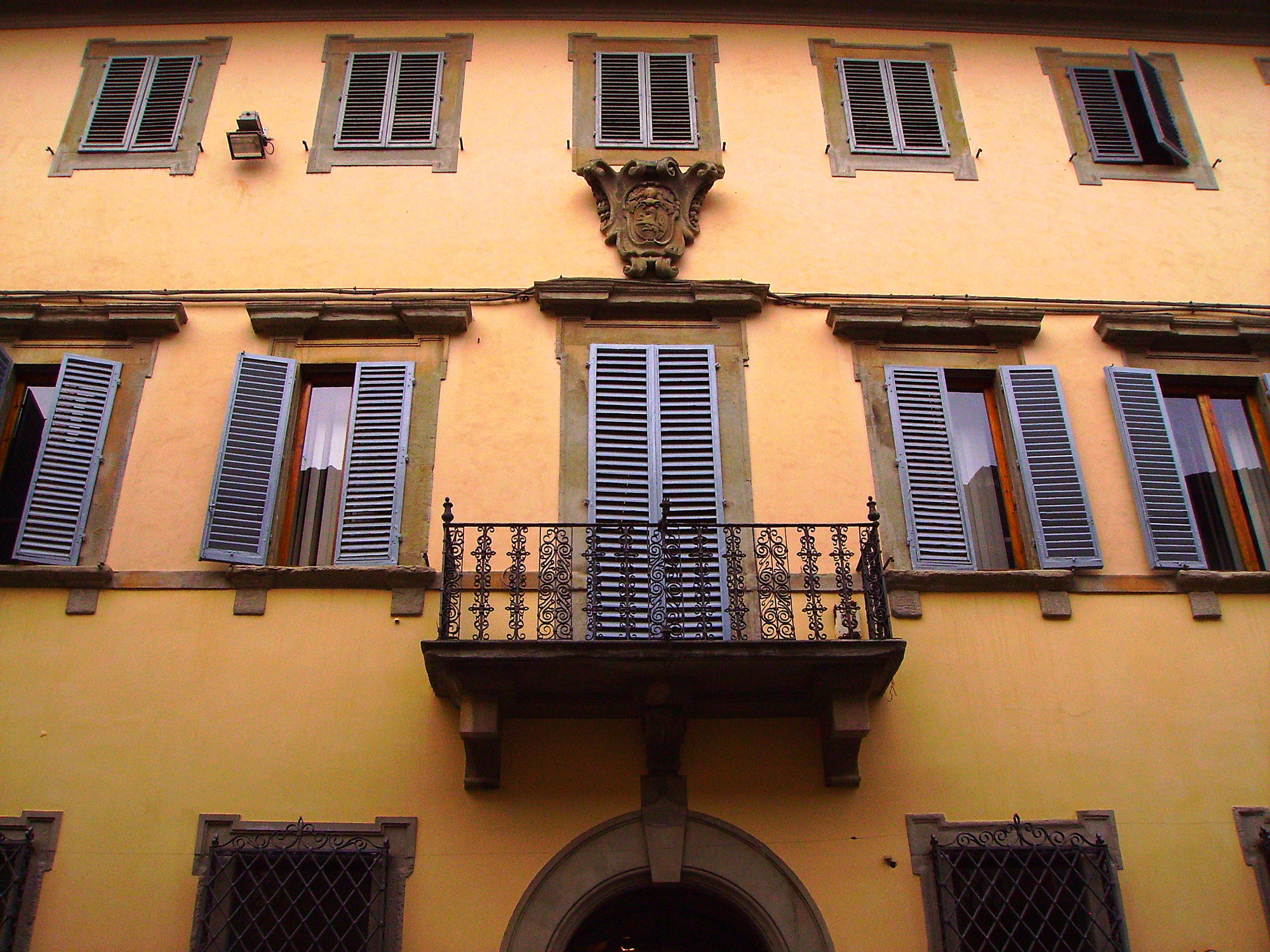
Palazzo Mari a Montevarchi

Ma il 19 ottobre 1800, con la definitiva rioccupazione di Arezzo e dell'aretino da parte dei francesi, il Mari fu nuovamente congedato, multato di 1000 scudi per il ruolo avuto nella sommossa antifrancese, e messo sotto controllo diretto di un picchetto militare.
Vessati dalle contribuzioni per il mantenimento delle truppe francesi e finanziariamente travolti dalla crisi economica post-bellica,  Lorenzo e Alessandra, nel 1808, furono costretti a vendere ai Del Nobolo il palazzo in via maestra e a trasferirsi in una loro più modesta proprietà in via Cennano 103 sempre a Montevarchi e, poco più tardi, dovettero mettere in vendita anche la tenuta di Moncioni.
La rivincita dei Mari arrivò però nel 1814 con la caduta di Napoleone quando Ferdinando III, per gratitudine in merito ai fatti del '99, assegnò loro un vitalizio e una lussuosa casa a Firenze. Il granduca inoltre, nel 1818, nominò Lorenzo tenente colonnello e cavaliere dell'Ordine di San Giuseppe e nel 1820 lo elevò al grado di colonnello della cavalleria granducale e gli fece avere la gran croce del Reale ordine di San Ferdinando e del merito.